# Elasmothemis
Genre
Elasmothemis est un genre de libellules de la famille des Libellulidae (sous-ordre des Anisoptères, ordre des Odonates).

## Liste des espèces
Selon GBIF (1er mai 2024) :
- Elasmothemis alcebiadesi (Santo, 1945)
- Elasmothemis aliciae González-Soriano & Novelo-Gutiérrez, 2006
- Elasmothemis cannacrioides (Calvert, 1906)
- Elasmothemis constricta (Calvert, 1898)
- Elasmothemis kiautai (De Martels, 1989)
- Elasmothemis rufa De Martels, 2008
- Elasmothemis schubarti (Santos, 1945)
- Elasmothemis williamsoni Ris, 1919

## Classification
Le nom valide complet (avec auteur) de ce taxon est Elasmothemis Westfall (d), 1988.